# Goníes
Goníes ou Goniés (en grec moderne : Γωνίες ou Γωνιές), est un village du dème de Malevízi, de l'ancienne municipalité de Tylissos, dans le district régional d'Héraklion, en Crète, en Grèce. Selon le recensement de 2011, il compte 323 habitants. 
Le village est mentionné, en tant que Gognés, dans le recensement de Kastrofylakas (K 174), en 1583, avec 245 habitants et en 1881, sous le nom de Gonies, avec 344 habitants. 
Pendant l'occupation turque, la colonie est le siège des résistants et détruite à plusieurs reprises par les Turcs. En 1830, 74 habitants sont massacrés. Pendant la Révolution de 1866, la colonie est le siège du Comité de la Crète orientale, dirigé par l'abbé du monastère de Jérusalem-Malevizi, Melétios Kalisperákis.

## Source de la traduction
- (el) Cet article est partiellement ou en totalité issu de l’article de Wikipédia en grec moderne intitulé « Γωνίες Μαλεβιζίου Ηρακλείου » (voir la liste des auteurs).